# Hans von Voscamp
Hans von Voscam (begravet 19. marts 1713) var en dansk højesteretsassessor.
Han er nu og da stavet Voscamp, men det er fejl af Louis Bobé.
Han nævnes alt 1682 som kongens kammertjener og afløste 1685 sin svigerfader Herman Weiberg i embedet som overkammertjener. Tillige havde han forskellige indbringende forretninger, idet han forestod det kongelige livskrædderi, leverede uniformer og bl.a. silkekjolerne til højesteretsassessorerne. Voscam blev 1699 justitsråd, ophøjedes 1701 i adelstanden (med navnet Voscam) og fik sæde i Højesteret. Han førte i København et stort hus, der var mødested for mange af landets ansete og fornemme mænd, ligesom han havde fremtrædende litterære interesser, idet han blandt andet gav Johan Bartram Ernst ideen til udgivelsen af Tageregister Christians V. Voscam blev begravet 19. marts 1713 i Sankt Petri Kirke. Han ægtede 1682 Anna Margrethe Weiberg, søster til envoyé Frederik von Weiberg. Hun døde i juni 1731.